# 탕구구

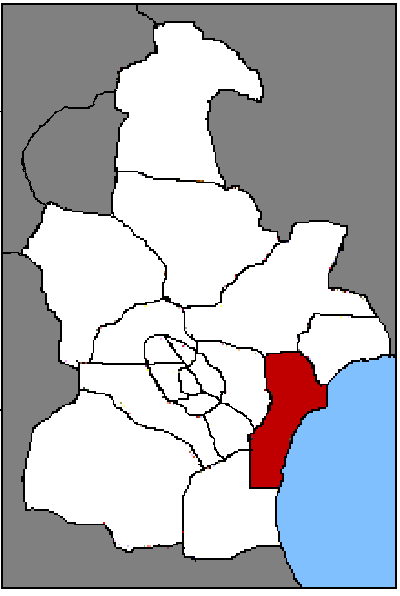
탕구구의 위치

탕구구(한국어: 당고구, 중국어: 塘沽区, 병음: Tánggū Qū)는 중화인민공화국 톈진시의 해안에 존재했던 행정 구역이다. 지금은 빈하이 신구의 일부이다. 하이허가 보하이만으로 흘러드는 곳이고 톈진을 위한 항구는 강 상류 48km 지점에 있다. 탕구구 내에는 톈진 경제기술개발구가 있다. 넓이는 688km2이고, 인구는 2007년 기준으로 510,000명이다.

## 기후
연평균 기온은 12°C이고 연평균 강수량은 637mm이다.

## 행정 구역
11개 가도, 1개 진을 관할한다.
- 가도: 新村街道, 解放路街道, 三槐路街道, 新港街道, 向阳街道, 杭州道街道, 新河街道, 大沽街道, 北塘街道, 渤海石油街道, 胡家园街道
- 진: 新城镇

## 같이 보기
- 탕구 협정(탕구정전협정)